# Ristjärnen (Hammerdals socken, Jämtland)
Ristjärnen är en sjö i Strömsunds kommun i Jämtland och ingår i Indalsälvens huvudavrinningsområde.